# Angia
Genre
Angia est un genre de coraux durs de la famille des Rhizangiidae.

## Liste d'espèces
Selon World Register of Marine Species (12 juillet 2015), le genre Angia comprend l'espèce suivante :
- Angia verrauxii Milne Edwards & Haime, 1849